# Kanadska guska
Kanadska guska (latinski: Branta canadensis) vrsta je divlje guske. Autohtona je vrsta arktičkih i umjerenih krajeva Sjeverne Amerike te često migrira u sjevernim dijelovima Europe. Introducirana je u Ujedinjenom Kraljevstvu, Irskoj, Novom Zelandu, Argentini, Čileu i Falklandskim otocima.

## Taksonomija
Prije se smatralo da su kanadska guska i bafinska guska (latinski: Branta hutchinsii) jedna te ista vrsta ili da je bafinska guska podvrsta kanadske guske. Odbor za klasifikaciju i nomenklaturu Američkog ornitološkog društva (engleski: American Ornithologists' Union's Committee on Classification and Nomenclature) odredilo je u srpnju 2004. godine da je riječ o dvjema različitim vrstama. Isto je učinilo Britansko ornitološko društvo (engleski: British Ornithologists' Union) u lipnju 2005. godine.
Američko ornitološko društvo odredilo je da kanadskoj guski pripadaju podvrste:
- B. c. canadensis (Linnaeus, 1758.)
- B. c. interior (Todd, 1938.)
- B. c. maxima Delacour, 1951.
- B. c. moffitti Aldrich, 1946.
- B. c. fulva (Delacour, 1951.)
- B. c. occidentalis (Baird, 1858.)
- B. c. parvipes (Cassin, 1852.)

## Opis
Glava i vrat su crne, obrazi i područje ispod kljuna bijele, a tijelo smeđe boje. Dugačke su od 76 do 110 cm, a raspon krila iznosi od 127 do 180 cm. Mužjaci tipično teže između 2,6 i 6,5 kg te su veoma agresivni kada brane svoj teritorij. Ženke su izgledom identične iako su za 10 % manje od mužjaka te teže od 2,4 do 5,5 kg. Ženke se glasaju drugačije od mužjaka. Neobično velik mužjak podvrste B. c. maxima težio je 10,9 kilograma te je imao raspon krila od 2,24 metra. Životni vijek kanadskih gusaka u divljini iznosi između 10 i 24 godine. U Britaniji rekord drži jedinka koja je bila stara 31 godinu.

## Rasprostranjenost i stanište
Kanadske guske potječu iz Sjeverne Amerike. Razmnožavaju se na raznovrsnim staništima u Kanadi i sjevernom dijelu Sjedinjenih Američkih Država. Gnijezdo je najčešće smješteno na povišenom terenu blizu vode, ponekad na brlogu kanadskog dabra. Jaja su položena na plitkom ulegnuću u redu s biljnim materijalom i paperjem od kojih je gnijezdo sagrađeno. Velika jezera mjesto su okupljanja ogromnog broja jata kanadskih gusaka.
Do početka 20. stoljeća, prekomjerni lov i gubitak prirodnog staništa tijekom kasnih 1800-ih i ranih 1900-ih uzrokovalo je alarmantno opadanje broja jedinki ove vrste. Podvrsta B. c. maxima je tijekom 1950-ih smatrana izumrlom sve do 1962. godine kada je otkriveno malo jato koje je zimovalo blizu Rochestera, u američkoj saveznoj državi Minnesoti.
Posljednjih godina, u nekim je područjima broj kanadskih gusaka čak i previše porastao, toliko da su smatrane štetočinama zbog bakterija u izmetu i buke koju proizvode.

## Galerija
- Jaje kanadske guske
- Pačad
- Kanadska guska s pačadi
- Kanadske guske ispred rijeke Ottawe i Parliament Hilla, Ontario, Kanada
- Kanadska guska u letu
- Jato kanadskih guski

## Vanjske poveznice
- Images and videos of the Canada goose on ARKive
- RSPB Birds by Name: Canada goose
- Canada Goose Species Account – Cornell Lab of Ornithology
- Mediji za Kanadska guska. Internet Bird Collection
- Canada Goose – BTO BirdFacts
- Rediscovery report on Giant Canada Goose from 1963  Arhivirana inačica izvorne stranice od 28. veljače 2017. (Wayback Machine) (PDF)